# Атилио Лопес
Атилио Лопес (шп. Atilio López; Виљарика, 5. фебруар 1925 — 14. јул  2016) био је парагвајски фудбалер, који је играо на позицији нападача.

## Клупска каријера
У каријери је играо за тимове као што су Насионал и Клуб Гуарани из Парагваја, Бока Јуниорс де Кали из Колумбије, Атлетико Мадрид из Шпаније, Атлетицо Чалако из Перуа и Аукас из Еквадора.

## Репрезентативна каријера
Дана 30. априла 1950. године, дебитовао је за репрезентацију Парагваја на пријатељској утакмице против Уругваја, постигавши један гол у победи од 3:2.
Лопез је био члан репрезентације Парагваја на Светском првенству у фудбалу 1950. године, играјући две утакмице за Парагвај против Шведске и Италије и постигавши један гол против Шведске.
Такође је био у репрезентацији Парагваја за Јужноамеричко првенство 1953. године, играјући свих седам утакмица и постигавши три гола. У финалу против Бразила, одиграо је своју 12. утакмицу и забележио последњи наступ, постигао је 5. и последњи гол за Парагвај.

## Трофеји
Клуб Гуарани
- Прва лига Парагваја: 1949.

Аукас
- Прва лига Еквадора: 1959.

### Репрезентација
- Копа Америка: прво место 1953.